# CDCA7
CDCA7 (англ. Cell division cycle associated 7) – білок, який кодується однойменним геном, розташованим у людей на короткому плечі 2-ї хромосоми.  Довжина поліпептидного ланцюга білка становить 371 амінокислот, а молекулярна маса — 42 573.
| 10         |  | 20         |  | 30         |  | 40         |  | 50         |
| ---------- |  | ---------- |  | ---------- |  | ---------- |  | ---------- |
| MDARRVPQKD |  | LRVKKNLKKF |  | RYVKLISMET |  | SSSSDDSCDS |  | FASDNFANTR |
| LQSVREGCRT |  | RSQCRHSGPL |  | RVAMKFPARS |  | TRGATNKKAE |  | SRQPSENSVT |
| DSNSDSEDES |  | GMNFLEKRAL |  | NIKQNKAMLA |  | KLMSELESFP |  | GSFRGRHPLP |
| GSDSQSRRPR |  | RRTFPGVASR |  | RNPERRARPL |  | TRSRSRILGS |  | LDALPMEEEE |
| EEDKYMLVRK |  | RKTVDGYMNE |  | DDLPRSRRSR |  | SSVTLPHIIR |  | PVEEITEEEL |
| ENVCSNSREK |  | IYNRSLGSTC |  | HQCRQKTIDT |  | KTNCRNPDCW |  | GVRGQFCGPC |
| LRNRYGEEVR |  | DALLDPNWHC |  | PPCRGICNCS |  | FCRQRDGRCA |  | TGVLVYLAKY |
| HGFGNVHAYL |  | KSLKQEFEMQ |  | A          |  |            |  |            |

A: Аланін

C: Цистеїн

D: Аспарагінова кислота

E: Глутамінова кислота

F: Фенілаланін

G: Гліцин

H: Гістидин

I: Ізолейцин

K: Лізин

L: Лейцин

M: Метіонін

N: Аспарагін

P: Пролін

Q: Глутамін

R: Аргінін

S: Серин

T: Треонін

V: Валін

W: Триптофан

Кодований геном білок за функцією належить до фосфопротеїнів. 
Задіяний у таких біологічних процесах як апоптоз, транскрипція, регуляція транскрипції, альтернативний сплайсинг. 
Локалізований у цитоплазмі, ядрі.